# Jazz Gillum
William McKinley Gillum, conocido como Jazz Gillum en el  mundo del blues, fue un cantante y armonicista de Indianola, Misisipi, nacido el 11 de septiembre de 1904. Falleció en Chicago, Illinois, el 29 de marzo de 1966.
Huérfano, fue educado por un predicador que le enseñó a tocar el armonio, enseñanzas que él adaptaba a la armónica. Con doce años, comenzó a trabajar en el campo y a tocar en las fiestas rurales. En 1923 se trasladó a Chicago, donde se profesionalizó en los clubs de la ciudad, convirtiéndose en uno de los artistas favoritos del público. Grabó en 1934, con Big Bill Broonzy, y en 1936, como líder, para el sello Bluebird. A partir de ahí, grabó con asiduidad y éxito en las listas de ventas, hasta 1950. La década de 1950 fue dura para Gillum, al quedar desplazado por las nuevas figuras del blues de Chicago. Prácticamente desaparecido de la escena, volvió a las noticias al haberse pegado un tiro en la cabeza, tras una disputa vecinal.